# Klatschen
Klatschen, im Sinne von Händeklatschen, ist eine Klanggeste, bei der die Handflächen zusammengeschlagen werden. Klatschen ist eine von mehreren üblichen Arten, Beifall zu bekunden (Zustimmung, Applaus). Ferner kann rhythmisches Klatschen als Bestandteil von Musik oder Tanz auftreten, um den Takt anzugeben und zu betonen.
|  | Info zur Audio-Datei |

## Beifallsbekundung

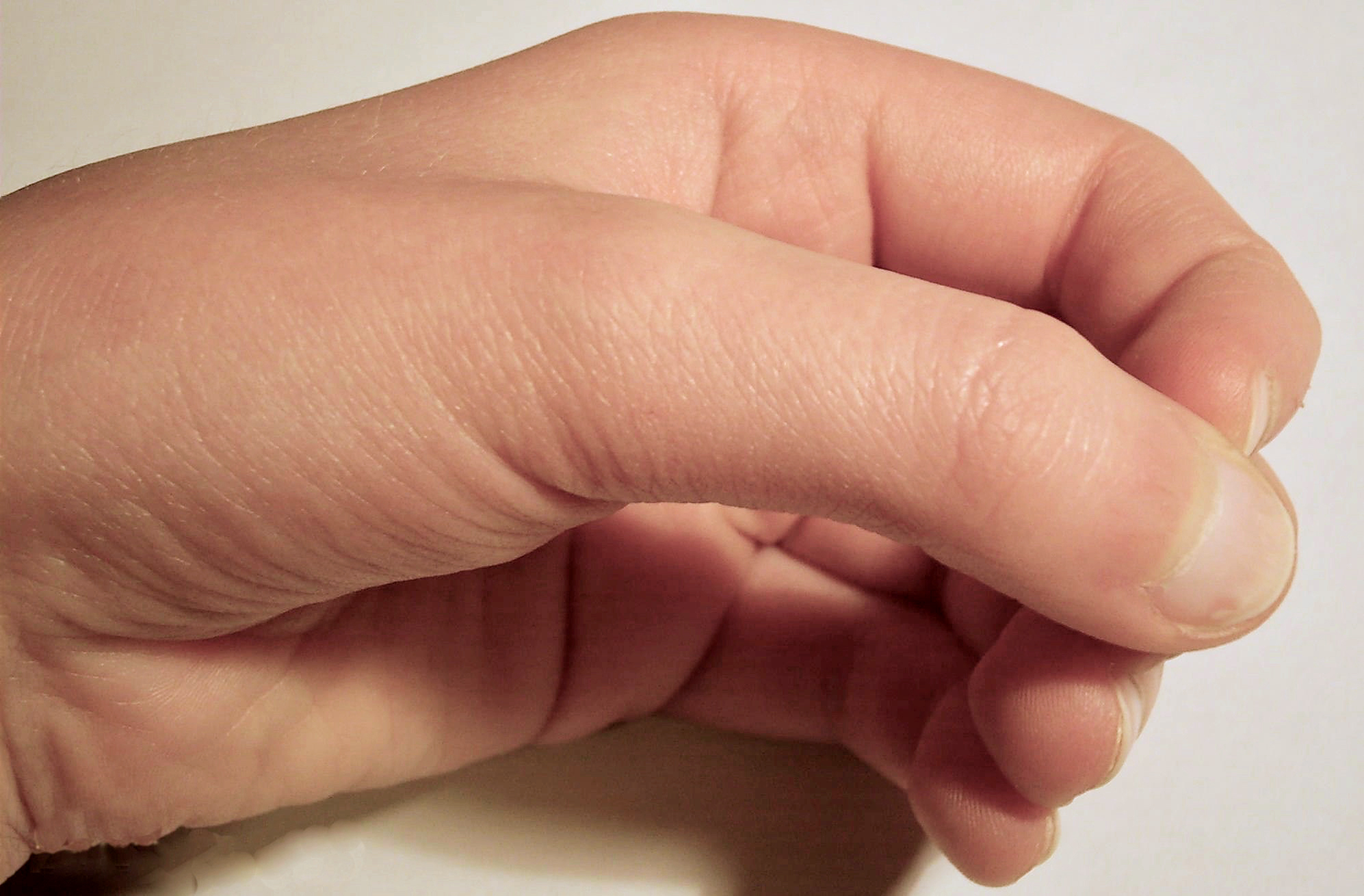
„Brunnen“ beim Brunnenklatschen

Man unterscheidet vier Arten des Klatschens:
- Flachhandklatschen: Die Finger der Schlag-Hand werden gestreckt in den Handteller der anderen Hand geschlagen.
- Hohlhandklatschen: Mit beiden Händen wird je eine Schale gebildet und diese beiden Schalen werden aneinander geschlagen.
- Rückhandklatschen: Die Finger der Schlag-Hand werden gestreckt und umgedreht in den Handteller der anderen Hand geschlagen.
- Brunnenklatschen: Die den Schlag empfangende Hand bildet einen „Brunnen“, der Schlag wird mit dem Handteller ausgeführt.

Die Ethologie des Klatschens setzt sich mit der Frage auseinander, welche Wurzeln das Klatschen als Beifallskundgebung in der menschlichen Phylogenese hat. Die phylogenetische Entwicklung des Klatschens als Beifallskundgebung ist kaum untersucht.
Einfaches Beifallklatschen und rhythmisches Klatschen haben eine Gemeinsamkeit: Meist wird es gleichzeitig ausgeführt und schafft so ein Gemeinschaftsgefühl. Beifall klatschen kann auch in rhythmisches Klatschen übergehen. Die Grenze zwischen Beifall und der Freude am gemeinsamen Rhythmus können dann verschwimmen.

## Musik

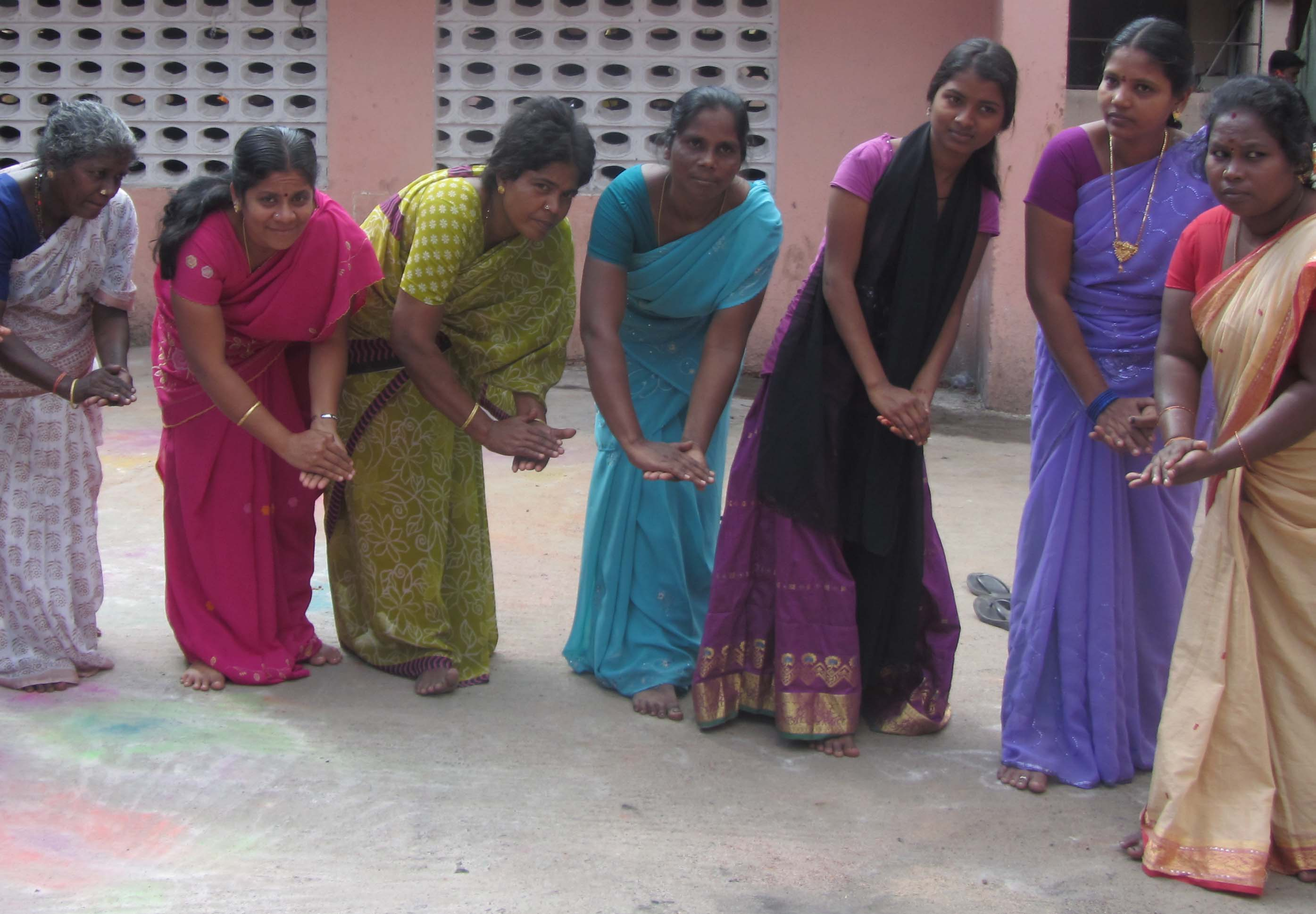
Frauen im südindischen Bundesstaat Tamil Nadu klatschen beim Volkstanz Kummi.

Die ursprünglichsten rhythmischen Ausdrucksmittel des Menschen sind Schläge mit den Händen oder Stampfen mit den Füßen. Die Hände können zusammengeklatscht oder gegen den Körper geschlagen werden. Dies war der Ausgangspunkt für die Herstellung von Perkussionsinstrumenten. Aus dem rhythmischen Händeklatschen ergaben sich die Gegenschlagidiophone (Klappern) und aus dem Einsatz des gesamten Körpers die Aufschlagidiophone (beispielsweise Schlitztrommeln, Glocken). Händeklatschen und ihr Ersatz durch Klappern markieren seit jeher den Rhythmus bei Tänzen und werden darüber hinaus verwendet, um mit lautem Geräusch böse Geister zu vertreiben. Im Shukla Yajurveda („Weißes Yajurveda“), einem auf Sanskrit verfassten, altindischen Text, der möglicherweise gegen Ende des 2. Jahrtausends v. Chr. entstand, werden Händeklatscher (panighna) als eine eigene Abteilung von Musikern in einem großen Orchester (Sanskrit talava) erwähnt.
Zur heutigen perkussiven Musik gehören neben dem Einsatz von Perkussionsinstrumenten wie dem Schlagzeug, Trommeln oder Tamburinen nach wie vor rhythmisches Fußstampfen, Fingerschnippen, auf die Brust schlagen oder Händeklatschen, was zusammenfassend als Körperperkussion oder Bodypercussion, bezeichnet wird. (Siehe auch: Handclap)
Ein besonderer Effekt entsteht durch Klatschen mit den flachen oder gewölbten Händen auf eine Wasseroberfläche. Was überall badende Kinder ausprobieren, haben Erwachsene in einigen Regionen der Südsee und in Afrika zu einer musikalischen Form entwickelt. Aus dem Wasserklatschen entstand die Wassertrommel. Das rhythmische Klatschen auf Wasser heißt in Indonesien ciblon. Davon wurde der Name einer bestimmten Trommelschlagtechnik und die Form einer Trommel (kendang ciblon) abgeleitet, die im klassischen Orchester (gamelan) auf Java verwendet wird.

### Popmusik
Vor allem in den 1960er und 1970er Jahren war das Klatschen eine beliebte Alternative zum Schlagzeug. In der Zeit der Hippie-Bewegung wurde in vielen Rock- oder Folk-Liedern das diskrete Klatschen dem dumpfen und lauten Schlagzeug vorgezogen oder diente zumindest zu dessen Ergänzung (The Beatles: I Want to Hold Your Hand). Zum einen passte der Klang eines Klatschens besser zur Stimmung der Lieder und zum anderen animiert rhythmisches Klatschen seine Zuhörer zum Mitmachen (The Beach Boys: Barbara Ann oder John Lennon: Give Peace a Chance). Dadurch entsteht eine ganz besondere und friedliche Stimmung (Herman’s Hermits: I’m into something good). In einigen Fällen wurde auch ein mit dem Schlagzeug nachgeahmtes Klatschen benutzt, um bei seinen Zuhörern denselben Effekt zu erzielen (The Knack: My Sharona). Eine Ausnahme ist der Anfang des Musikstücks We Will Rock You der britischen Band Queen. Hier entsteht eher ein Gefühl der Stärke und der Energie, das vor allem durch die Masse der rhythmisch Klatschenden erzeugt wird. Ursprünglich bestand Rasta-Musik aus Gesang, Händeklatschen und etwa Rasseln oder der Rumba-Box.
Seit Mitte der 1970er Jahre hat das rhythmische Klatschen in der Popmusik immer mehr abgenommen. In der aktuellen Musikszene finden sich nur noch sehr wenige Beispiele. Eine Ausnahme sind hierbei die oft als Sommerhit oder Partyhit bezeichneten Stimmungslieder, die durch den speziellen Rhythmus unter ihren Zuhörern eine ausgelassene Stimmung erzeugen wollen (z. B. Sheryl Crow: All I Wanna Do).
Das Geräusch eines klatschenden Handpaares (sehr selten mehrere) ist Grundbestandteil der Instrumente eines Drumcomputers.

### Gospel
Der Rhythmus kirchlicher Gospel wurde, mangels vorhandener Rhythmusinstrumente, durch Händeklatschen verdeutlicht. Das Händeklatschen diente im Gospel mehr der Anbetung als dem Applaus. Die Betonung des Rhythmus wird durch perkussive Elemente wie Händeklatschen und Fußstampfen erreicht. Bestes Beispiel ist der Welthit Oh Happy Day von den Edwin Hawkins Singers.

### Alpenländische Volksmusik
Beim Paschen, einem in der alpenländischen Volksmusik vorkommenden Stilelement, wird eine Kombination aus Flachhandklatschen und Hohlhandklatschen gezielt eingesetzt.

### Flamenco
Beim Flamenco ist das Händeklatschen (genannt palmas) ebenfalls ein wichtiger Bestandteil der Aufführungspraxis.

## Klatschspiele
In vielen Kulturen bilden Klatschspiele – wie Mary Mack, Pat-a-cake, pat-a-cake, baker's man und Stella Ella Ola – einen grundlegenden Teil der Kinderfolklore.